# Teorema da estatística do spin
Em mecânica quântica o teorema da estatística do spin estabelece a relação direta entre o spin de uma partícula com a estatística que a mesma obedece. O spin de uma partícula é o seu momento angular intrínseco (isto é, a contribuição do momento angular que não é devido a movimentação orbital da partícula). Todas as partículas tem spin inteiro ou semi-inteiro (em unidades da constante de Planck ħ).
O teorema diz que:
- A função de onda de um sistema de partículas idênticas de spin inteiro tem o mesmo valor quando as posições de qualquer duas partículas são permutadas. Partículas descritas por funções de onda com simetria de permutação são chamadas de bósons.
- A função de onda de um sistema de partículas idênticas de spin semi-inteiro tem o sinal trocado após uma permutação. Partículas descritas por funções de ondas antisimétricas por permutação são chamadas de férmions.

Em outras palavras o teorema da estatística de spin diz que partículas de spin inteiro são bósons, enquanto partículas de spin semi-inteiro são férmions.
A relação entre o spin e a estatística foi formulada primeiramente por Markus Fierz em 1939  e foi demonstrado de forma mais sistemática por Wolfgang Pauli. Fierz e Pauli discutiram seus resultados enumerando todas as teorias de campos livres sujeitas a exigência de que haja formas quadráticas para observáveis localmente comutantes, incluindo uma densidade de energia positiva e definida. Um argumento mais conceitual foi provido por Julian Schwinger em 1950. Richard Feynman demonstrou este resultado exigindo a unitariedade para espalhamento de um potencial externo variado, que quando traduzido para a linguagem de campos é uma condição no operador quadrático que acopla com o potencial.

## Discussão geral
Em um dado sistema, duas partículas indistinguíveis, ocupando dois pontos distintos, tem um único estado e não dois. Isso significa que se quisermos permutar as posições das partículas, nós não ganhamos um novo estado, mas na verdade o mesmo estado físico. De fato, não é possível diferenciar qual partícula está em que posição.
Um estado físico é descrito por uma função de onda, ou – de forma mais geral – por um vetor, que é também chamado "estado"; se ignorarmos as interações com outras partículas, então as duas diferentes funções de onda são fisicamente equivalentes se seu valor absoluto for igual. Então, enquanto o estado físico não muda sob a troca das posições das partículas, a função de onda pode ganhar um sinal de menos.
Bósons são partículas com funções de onda simétricas por troca de posição, portanto se trocamos as partículas a função de onda não muda. Férmions são partículas com funções de onda anti-simétricas sob tal troca, se modo que se trocamos as posições das partículas a função de onda ganha um sinal de menos, o que quer dizer que a probabilidade de dois férmions idênticos ocuparem o mesmo estado tem que ser zero. Este é o princípio de exclusão de Pauli: dois férmions idênticos não podem ocupar o mesmo estado. Esta regra não é válida para bósons.
Em teoria quântica de campos, um estado ou uma função de onda é descrita por operadores de campo operando em um estado básico chamado de vácuo. Para que os operadores projetem as componentes simétricas ou anti-simétricas da função de onda de criação, eles obedecer uma lei de comutação apropriada. O operador
{\displaystyle \iint \psi (x,y)\phi (x)\phi (y)\,dx\,dy}
(onde {\displaystyle \phi }  é um operador e {\displaystyle \psi (x,y)} uma função escalar) cria um estado de duas partículas com função de onda {\displaystyle \psi (x,y)} , e dependendo das propriedades de comutação dos campos, ou só a parte simétrica ou só a anti-simétrica contribuem.
Vamos assumir {\displaystyle x\neq y}  ambos operadores atuam simultaneamente; de forma mais geral, eles possuem uma separação do tipo espaço, como será explicado mais adiante.
Se os campos comutam, quer dizer que o seguinte é verdade:
{\displaystyle \phi (x)\phi (y)=\phi (y)\phi (x)},
então somente a parte simétrica de {\displaystyle \psi } contribui, de tal forma que {\displaystyle \psi (x,y)=\psi (y,x)}, e o campo irá criar partículas bosônicas.
Por outro lado, se os campos anti-comutam, quer dizer que {\displaystyle \phi } possui a seguinte propriedade:
{\displaystyle \phi (x)\phi (y)=-\phi (y)\phi (x),}
então teremos apenas contribuições anti-simétricas de {\displaystyle \psi }, de tal forma que {\displaystyle \psi (x,y)=-\psi (y,x)}, e as partículas serão fermiônicas.
Ingenuamente, nenhuma das propriedades acima tem algo a ver com o spin, que determina as propriedades de rotação das partículas, não as propriedades de troca.

## Um argumento de araque
Considere o operador produto de dois campos
{\displaystyle R(\pi )\phi (x)\phi (-x),}
onde {\displaystyle R}  é a matriz que roda a polarização do spin do campo em 180 graus quando se faz uma rotação de 180 graus em torno de um eixo particular. Os componentes de {\displaystyle \phi } não aparecem nesta notação, mas são muitos, e a rotação {\displaystyle R} mistura uns com os outros.
Em uma teoria não relativística, este produto pode ser interpretado como a aniquilação de duas partículas nas posições {\displaystyle x} e {\displaystyle -x}  com polarizações de spin que estão rotadas por {\displaystyle \pi } em relação uma a outra. Agora aplicando uma rotação de {\displaystyle \pi } em torno da origem. Após esta rotação, os pontos {\displaystyle x} e {\displaystyle -x} estão trocados, e as polarizações dos dois campos são ainda rodadas por {\displaystyle \pi }. Então ficamos com
{\displaystyle R(2\pi )\phi (-x)R(\pi )\phi (x),}
que para spin inteiro é igual a
{\displaystyle \phi (-x)R(\pi )\phi (x)}
e para spin semi inteiro é igual a
{\displaystyle -\phi (-x)R(\pi )\phi (x)}
Ambos os operadores {\displaystyle \pm \phi (-x)R(\pi )\phi (x)} ainda aniquilam duas partículas em {\displaystyle x} e {\displaystyle -x}. Logo estamos dizendo que mostramos que
{\displaystyle R(\pi )\phi (x)\phi (-x)={\begin{cases}\phi (-x)R(\pi )\phi (x)&{\text{ para spins inteiros}},\\-\phi (-x)R(\pi )\phi (x)&{\text{ para spins semi-inteiros}}.\end{cases}}}
Então a troca de ordem de dois operadores apropriadamente polarizados inseridos no vácuo pode ser feita através de uma rotação, ao custo de um sinal no caso semi-inteiro.
Este argumento em si não prova nada como a relação da estatística com o spin. Para ver o porquê, considere um campo não relativístico de spin 0 descrito por uma equação livre de Schrödinger. Tal campo pode ser comutante ou anti-comutante. Para ver onde isto falha, considere que um capo não relativístico de spin 0 não possui uma polarização, de tal forma que o produto acima é simplesmente:
{\displaystyle \phi (-x)\phi (x).}
Na teoria não relativística, este produto aniquila duas partículas em {\displaystyle x} e {\displaystyle -x}, e tem um valor esperado nulo em qualquer estado. Para que ele tenha um elemento de matriz não nulo, este operador produto deve estar entre estados com duas partículas a mais na direita do que na esquerda:
{\displaystyle \langle 0|\phi (-x)\phi (x)|\psi \rangle .}
Realizando a rotação, tudo o que aprendemos é que rodando o estado de duas partículas.

## Porque o argumento falha
Para provar o teorema da estatística do spin é necessário usar relatividade. Isto é obvio da consistência da teoria para férmions não relativísticos sem spin e também para bósons não relativísticos com spin. Existem provas tentativas de provas do teorema da estatística do spin que não requerem relatividade, mas elas não são provas de um teorema, como pode ser visto através de contra exemplos. Elas são na verdade argumentos que a estatística do spin é “natural”, enquanto outras estatísticas não são.
Em relatividade não existem campos locais que sejam puramente operadores de criação ou aniquilação. Todo campo local cria partículas e aniquila a anti-partícula associada. Isto significa que em relatividade, o produto do campo livre de spin 0 possui um valor esperado não nulo para o vácuo.
{\displaystyle G(x)=\langle 0|\phi (-x)\phi (x)|0\rangle .}
Portanto o argumento euristico pode ser usado para ver que {\displaystyle G(x)} é igual a {\displaystyle G(-x)} o que nos diz que os campos não podem anti-comutar.

## Prova
O ingrediente essencial para provar a relação spin estatística é relatividade, que leis físicas são invariantes por transformações de Lorentz. Por definição, os operadores de campo sofrem transformações de Lorentz de acordo com seu spin.
Adicionalmente, a suposição (conhecida como microcausalidade) de que operadores de campo com uma separação do tipo espaço comutam ou anti-comutam pode apenas ser feita para teorias relativísticas com uma direção temporal. De outra maneira, a noção de separação do tipo espaço não tem sentido. No entanto, ao que nos diz que os campos não podem anti-comutar.
A prova envolve olhar para uma versão Euclidiana do espaço-tempo, na qual a direção temporal é tratada como uma direção espacial, como será explicado agora.
Transformações de Lorentz incluem rotações 3-dimencionáis bem como boosts. Um boost é uma transformação para um referencial inercial com outra velocidade, e se comporta matematicamente de forma similar a uma rotação no tempo. Através da extensão analítica das funções de correlação em teoria quântica de campos, a coordenada temporal pode se tornar imaginária, e então os boosts se tornam rotações. O novo "espaço tempo" possui apenas coordenadas espaciais e é chamado de Euclidiano.
Uma rotação de {\displaystyle \pi } em torno do plano {\displaystyle xt} pode ser usado para rodar os valores esperados do vácuo do produto dos campos apresentado na seção. A rotação do tempo transforma o argumento da seção anterior no teorema da estatística do spin.
A prova requer as seguintes suposições:
1. A teoria possui uma Lagrangeana que é invariante de Lorentz.

1. O vácuo é invariante de Lorentz.

1. A partícula é uma excitação localizada. Microscopicamente, ela não está associada a uma corda ou parede de domínio.

1. A partícula está propagando, o que significa que a massa da partícula é finita, e não infinita.

1. A partícula é uma excitação real, o que significa que os estados contendo a partícula tem uma norma definida e positiva.

Essas suposições são em grande parte necessárias, como demonstram os seguintes exemplos:
1. O campo anti-comutante sem spin mostra que férmions sem spin são consistentes em uma teoria não relativística. De mesmo modo, a teoria the um campo spinor comutante mostra que bósons também são consistentes.

1. Esta suposição pode ser enfraquecida.

1. Em 2+1 dimensões, fontes para a teoria de Chern-Simons pode ter spins exóticos, apesar do fato de o grupo de rotações em 3 dimensões possui apenas representações com spin inteiro e semi-inteiro.

1. Um campo ultra-local pode ter qualquer estatística independentemente de seu spin. Isto está relacionado a invariância de Lorentz, uma vez que uma partícula infinitamente massiva é sempre não relativística, e o spin desacopla da dinâmica. Ainda que quarks coloridos estejam presoss a uma corda de Cromodinâmica Quântica e possui uma massa infinita, a relação spin estatística para quarks pode ser provada para o limite de distâncias curtas.

1. Fantasmas de calibre são férmions sem spin, mas eles incluem estados de norma negativa

Suposições 1 e 2 implicam que a teoria é descrita por uma integral de caminho, e a suposição 3 implica que existe um campo local que cria a partícula.
O plano de rotação inclui o tempo, e uma rotação em um plano que envolva o tempo na teoria Euclidiana define uma transformação CPT na teoria de Minkowski. Se a teoria é descrita por uma integral de caminho, uma transformação CPT leva estados em seus conjugados, de modo que a função de correlação
{\displaystyle \langle 0|R\phi (x)\phi (-x)|0\rangle }
deve ser definida positiva em x=0 da suposição 5, o estado da partícula tem uma norma positiva. A suposição da massa finita implica que essa função de correlação é não nula para  do tipo espaço. A invariância de Lorentz nos permite rodar os campos dentro da função de correlação da mesma forma que no argumento da seção anterior:
{\displaystyle \langle 0|RR\phi (x)R\phi (-x)|0\rangle =\pm \langle 0|\phi (-x)R\phi (x)|0\rangle }
Onde o sinal depende do spin, como anteriormente. A invariância CPT, ou invariância Euclidiana rotacional, da função de correlação garante que isto é igual a {\displaystyle G(x)}. Assim sendo
{\displaystyle \langle 0|(R\phi (x)\phi (y)-\phi (y)R\phi (x))|0\rangle =0\,}
para campos de spin inteiro e
{\displaystyle \langle 0|R\phi (x)\phi (y)+\phi (y)R\phi (x)|0\rangle =0\,}
para campos de spin semi-inteiro. Uma vez que os operadores possuem uma separação do tipo espaço, uma ordem diferente pode apenas criar estados que diferem por uma fase. O argumento fixa esta fase como sendo -1 ou 1 de acordo com o spin. Uma vez que é possível rodar as polarizações com uma separação do tipo espaço, a fase não poderia depender na polarização em coordenadas de campo escolhidas apropriadamente. Este argumento foi desenvolvido por Julian Schwinger.

## Consequências
O teorema da estatística do spin determina que partículas de spin semi-inteiro estão sujeitas ao princípio de exclusão de Pauli, enquanto partículas de spin inteiro não estão. Apenas um único férmion pode ocupar um dado estado quântico em qualquer instante de tempo, enquanto o numero de bósons que pode ocupar um dado estado não é restrito. Os constituintes básicos da matéria, tais como prótons, neutrons e elétrons são férmions. Partículas como o fóton, que mediam as interações entre partículas de matéria, são bósons.
Existem alguns fenômenos interessantes que surgem dos dois tipos de estatística. A distribuição de Bose-Einstein que descreve bósons leva a condensação de Bose-Einstein. Abaixo de certa temperatura, a maioria das partículas de um sistema bosônico ocuparão o estado fundamental (estado de energia mais baixa). O que pode resultar em propriedades incomuns tal como a superfluidez. A distribuição de Fermi-Dirac que descreve férmions também leva a propriedades interessantes. Uma vez que uma único férmion pode ocupar um certo estado, o nível de energia mais baixo para um único férmion de spin 1/2 pode conter no máximo duas partículas, com spins anti alinhados. Portanto, mesmo no zero absoluto, o sistema ainda possui uma quantia significativa de energia. Como um resulto, o sistema fermiônico exerce uma pressão para fora. Esta pressão pode existir mesmo para temperaturas não nulas. Esta pressão de degenerescência é responsável por evitar que certas estrelas massivas colapsem devido a gravidade. Veja anã branca, estrela de nêutrons e buraco negro.
Campos fantasmas não obedecem a relação de spin estatística. Veja transformação de Klein para ver como corrigir este furo na teoria.

## Relação com a teoria de representação do grupo de Lorentz
O grupo de Lorentz não possui uma representação unitária não trivial de dimensão finita. Portanto parece impossível construir um espaço de Hilbert no qual todos os estados tenham um spin com norma invariante de Lorentz que seja finito, não nulo e positivo. Este problema é resolvido de diversas maneiras dependendo da estatística de spin das partículas.
Para um estado de spin inteiro os estados de norma negativa (conhecidos como "polarização não física") são zerados, o que torna o uso de simetrias de calibre necessário.
Para um estado de spin semi inteiro o argumento pode ser contornado por ter estatística fermiônica.